# Gideon Raff
Gideon Raff (in ebraico גדעון "גידי" רף‎?; Gerusalemme, 10 settembre 1972) è un regista, sceneggiatore e produttore televisivo israeliano.

## Biografia
Suo padre è Eitan Raff, che ha lavorato per il Ministero delle Finanze israeliano ed è stato Presidente del Consiglio della Banca Leumi. Dai due ai sei anni ha vissuto a Washington, dove suo padre era consigliere economico presso l'Ambasciata di Israele.
Dopo aver prestato servizio tre anni come paracadutista nell'esercito israeliano, si laurea in cinema presso l'Università di Tel Aviv. Raff ha poi lavorato nel settore IT. Per un anno, durante la bolla delle dot-com, è stato responsabile per i contenuti in una start-up. Per un periodo ha tenuto una rubrica settimanale sul quotidiano israeliano Maariv e tutto il materiale è stato successivamente raccolto in un libro intitolato Diary of a Start-Upper On The Way To Mecca (2001).
Raff è apertamente gay e vive con il compagno Udi Peleg tra Los Angeles e Tel Aviv. Inizialmente vegetariano, dal 2007 è diventato vegano. È inoltre un attivista per i diritti degli animali e collabora per alcune campagne della PETA. 

### Carriera
Nel 2003 si sposta a Los Angeles, dove completa gli studi in regia presso l'American Film Institute. Il suo cortometraggio di laurea, The Babysitter, è stato presentato al Tribeca Film Festival a New York. Sulla base di questo, il regista Doug Liman lo assume come assistente per il film del 2005 Mr. & Mrs. Smith, interpretato da Brad Pitt e Angelina Jolie. 
Nel 2007 debutta alla regia con il lungometraggio The Killing Floor - Omicidio ai piani alti, thriller psicologico di cui è anche co-sceneggiatore e co-produttore. Doug Liman e Avi Arad sono produttori esecutivi della pellicola. Nel 2008 dirige il suo secondo lungometraggio Train, film horror con protagonista Thora Birch.
Nel 2009 Raff è tornato in Israele per la produzione di Hatufim, una serie televisiva israeliana drammatica che ha creato, scritto e diretto. La serie è stata trasmessa in Israele nella primavera del 2010 ottenendo molto successo e facendo incetta di premi televisivi israeliani. Ancora prima della messa in onda della serie, i diritti per lo sviluppo di una versione americana sono stati acquistati dalla 20th Century Fox Television. Nasce così l'acclamata serie televisiva Homeland - Caccia alla spia, sviluppata dai produttori e sceneggiatori Howard Gordon e Alex Gansa in collaborazione con Raff, e in onda su canale via cavo Showtime nell'autunno del 2011. Oltre a tradurre le sceneggiature originali dall'ebraico in inglese, Raff è produttore esecutivo della serie statunitense e ha co-sceneggiato l'episodio pilota, che ha vinto un Emmy Award per la miglior sceneggiatura per una serie drammatica.
Nel giugno del 2014 va in onda sul canale via cavo FX la serie televisiva Tyrant, creata e sviluppata dallo stesso Raff. La serie è incentrata sul figlio di un dittatore arabo, costretto a ritornare in patria ed occuparsi della politica della nazione, dilaniata dalla guerra, dopo aver vissuto per venti anni negli Stati Uniti. Raff è anche produttore esecutivo della serie assieme a Howard Gordon e Craig Wright.
Assieme a Tim Kring ha sviluppato la serie televisiva Dig, che andrà in onda nel marzo 2015 su USA Network. La serie segue le vicende un agente dell'FBI di stanza a Gerusalemme, interpretato da Jason Isaacs, che durante le indagini sull'omicidio di un'archeologa scopre una cospirazione, in grado di cambiare il corso della storia.

## Filmografia

### Regista
- The Killing Floor - Omicidio ai piani alti (The Killing Floor) (2007)
- Train (2008)
- Hatufim – serie TV, 24 episodi (2009-2012)
- Red Sea Diving (The Red Sea Diving Resort) (2019)
- The Spy - serie TV Netflix, 6 episodi (2019)

### Sceneggiatore
- The Killing Floor - Omicidio ai piani alti (The Killing Floor) (2007)
- Train (2008)
- Hatufim – serie TV, 24 episodi (2009-2012)
- Homeland - Caccia alla spia – serie TV (2011- 2020)
- Tyrant – serie TV (2014- in corso)
- Dig – serie TV (2015)
- Red Sea Diving (The Red Sea Diving Resort) (2019)
- The Spy - serie TV Netflix, 6 episodi (2019)

### Produttore
- The Killing Floor - Omicidio ai piani alti (The Killing Floor) (2007)
- Homeland - Caccia alla spia – serie TV (2011- 2020)
- Tyrant – serie TV (2014 - 2016)
- Dig – serie TV (2015)
- Red Sea Diving (The Red Sea Diving Resort) (2019)